# La templanza
La templanza è una serie televisiva spagnola composta da 10 episodi, distribuita sul servizio di streaming Amazon Prime Video il 26 marzo 2021. È diretta da Guillem Morales, Alberto Ruiz Rojo e Patricia Font, creata da Susana López Rubio che ha anche firmato la sceneggiatura insieme a Javier Holgado, prodotta da Boomerang TV e Atresmedia Studios ed ha come protagonisti Rafael Novoa, Leonor Watling, Nathaniel Parker e Juana Acosta. È basata sull'omonimo romanzo di María Dueñas.
In Italia la serie è stata distribuita sul servizio di streaming Amazon Prime Video il 26 marzo 2021.

## Trama
Ambientato alla fine del XIX secolo, La templanza racconta la storia dell'amore tra Mauro Larrea e Soledad Montalvo, in cui sullo sfondo si svolge la realtà di diverse grandi città dell'epoca.

## Episodi
| Stagione       | Episodi | Pubblicazione Spagna | Pubblicazione Italia |
| -------------- | ------- | -------------------- | -------------------- |
| Prima stagione | 10      | 2021                 | 2021                 |

## Personaggi e interpreti

### Personaggi principali
- Mauro Larrea, interpretato da Rafael Novoa, doppiato da Francesco Bulckaen.
- Soledad Montalvo, interpretata da Leonor Watling, doppiata da Selvaggia Quattrini.
- Edward Clayton, interpretato da Nathaniel Parker, doppiato da Francesco Prando.
- Carola Gorostiza (episodi 3-10), interpretata da Juana Acosta, doppiata da Laura Romano.

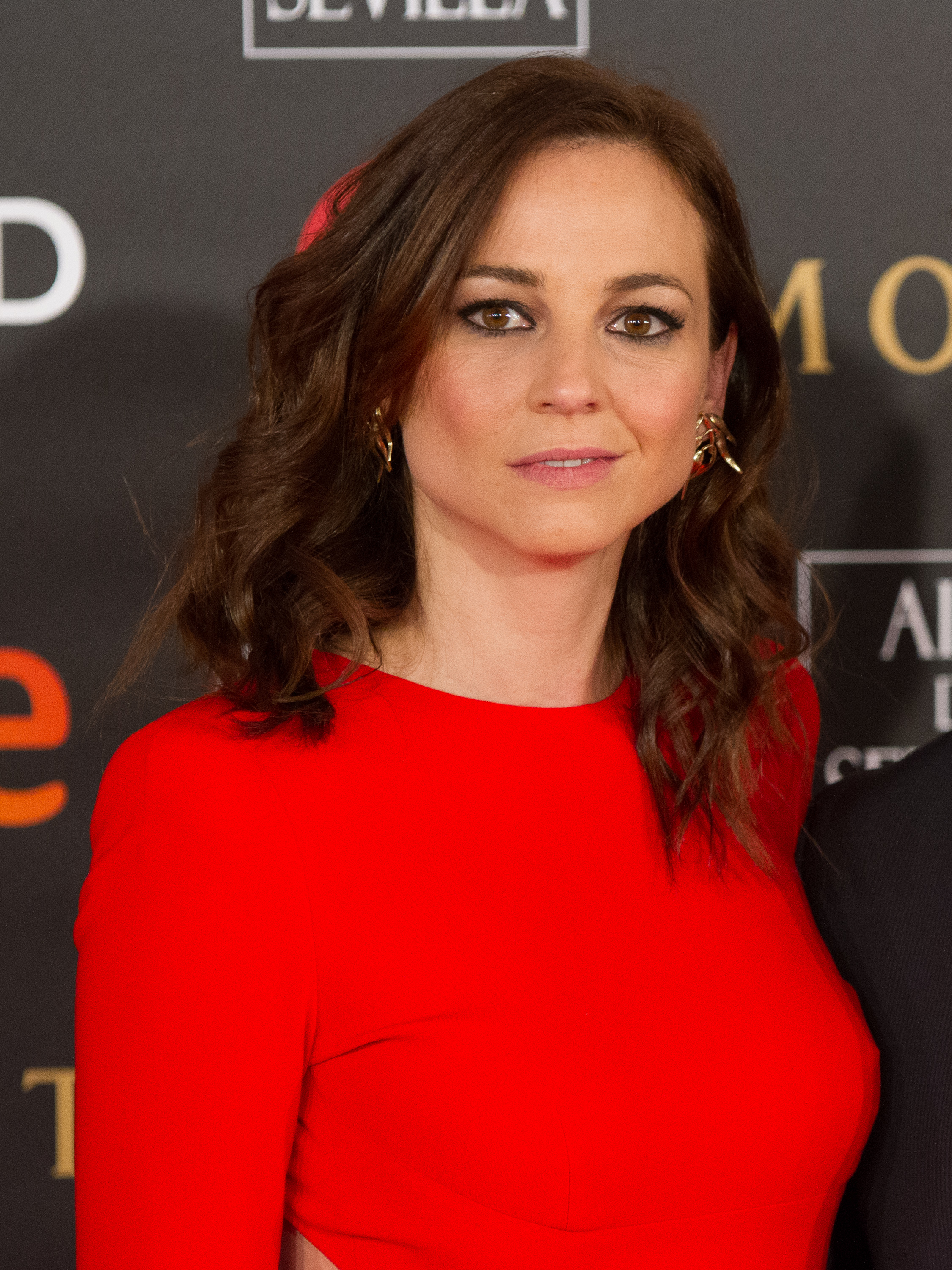
Leonor Watling interpreta Soledad Montalvo
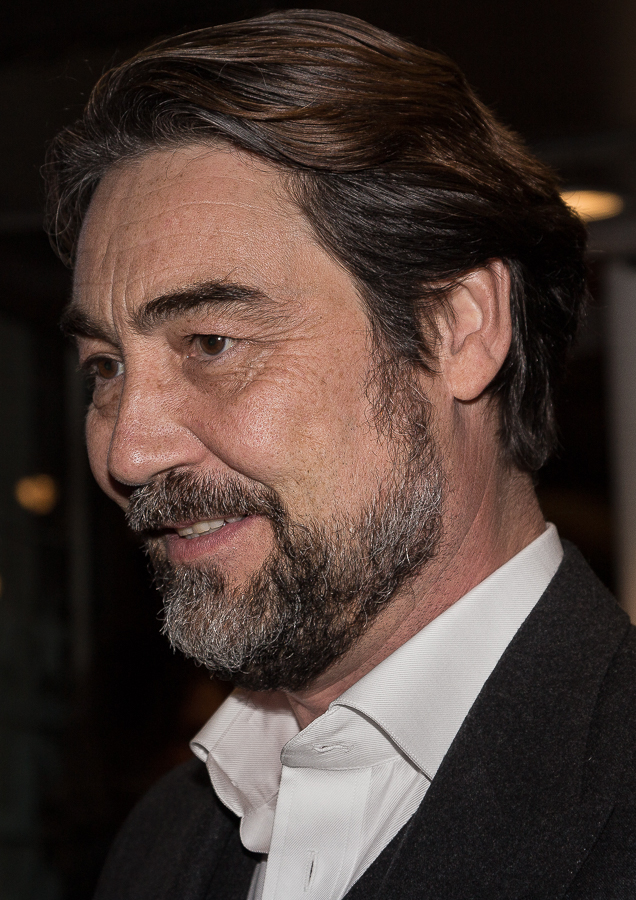
Nathaniel Parker interpreta Edward Clayton
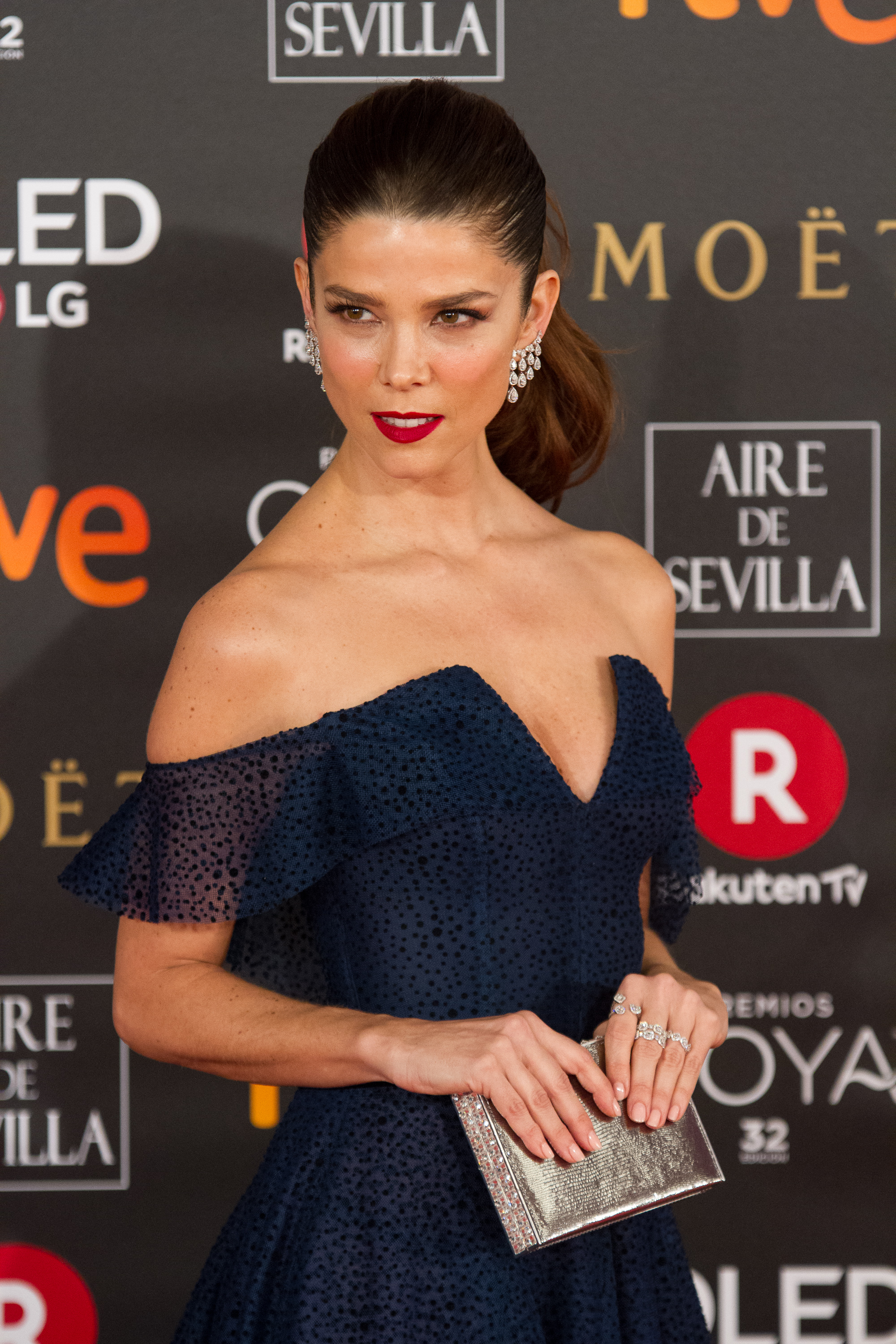
Juana Acosta interpreta Carola Gorostiza

Con la collaborazione speciale di
- Don Matías Montalvo (episodio 1), interpretato da Emilio Gutiérrez Caba, doppiato da Bruno Alessandro.

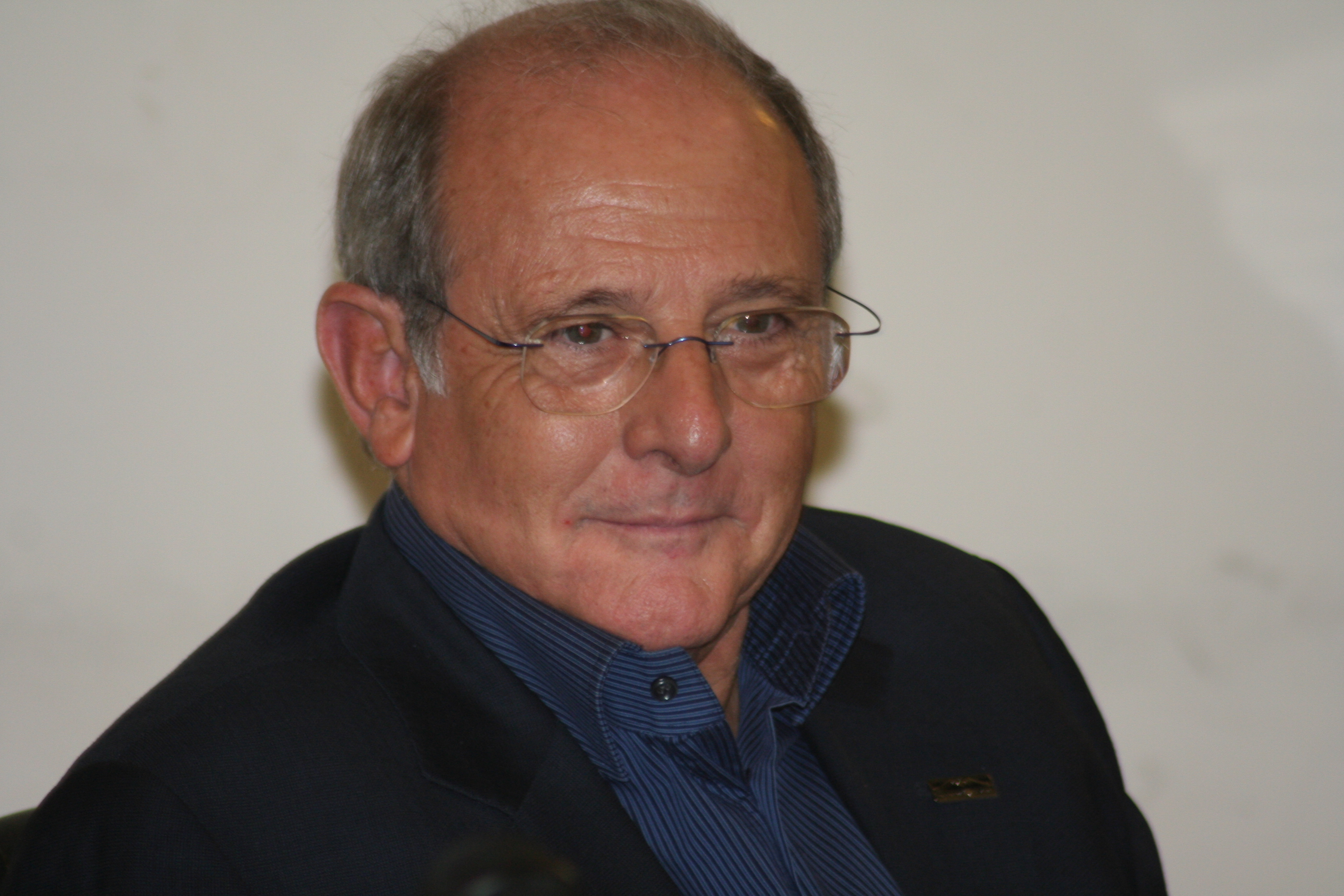
Emilio Gutiérrez Caba interpreta Don Matías Montalvo

### Personaggi secondari
- Matías Montalvo (episodio 1), interpretato da Cisco Lara, doppiato da Alessio Puccio.
- Luis, El Comino da giovane (episodio 1), interpretato da José Ramón Serra.
- Manuel Ysasi da giovane (episodio 1), interpretato da Marco Cáceres.
- Inés Montalvo da giovane (episodio 1), interpretata da Ana Tomeno.
- Gustavo Zayas da giovane (episodio 1), interpretato da José Pastor.
- Soledad Montalvo da giovane (episodio 1), interpretata da Carla Campra.
- Elvira (episodio 1), interpretata da Aroa Rodríguez.
- Mauro Larrea da giovane (episodio 1), interpretato da César Mateo.
- Mariana Larrea da bambina (episodio 1), interpretata da Carla Soto e Leire Soto
- Partera (episodio 1), interpretato da Iñake Irastorza.
- Minero (episodio 1), interpretato da Roberto Peralta.
- Tadeo Carrús (episodio 1), interpretato da Gerardo Trejo.
- Santos Huesos da giovane (episodio 1), interpretato da José Pescina.
- Delfina (episodio 1), interpretata da Daniel Medina.
- Alan Claydon da giovane (episodio 1), interpretato da Oliver Ritchie.
- Violador (episodio 1), interpretato da Darío Sigco.
- Palmer, interpretato da Terence Frisch, doppiato da Daniele Valenti.
- Hudson (episodi 1-3, 5-10), interpretata da Julia Fossi.
- Santos Huesos, interpretato da Raúl Briones, doppiato da Emiliano Coltorti.
- Mariana Larrea (episodi 1-2), interpretata da Esmeralda Pimentel, doppiata da Rossa Caputo.
- Gobernanta (episodi 1-2), interpretato da Isabel Arizmendi.
- Marina, interpretata da Alicia Blake, doppiata da Lucrezia Roma.
- Lucrezia, interpretata da Rosa Blake, doppiata da Alice Porto.
- Estela, interpretata da Maia Dunne.
- Andrade (episodio 1-2), interpretato da Alejandro de la Madrid, doppiato da Fabrizio Vidale.
- Luis, El Comino (episodio 1-4), interpretato da Ignacio Mateos, doppiato da Simone Crisari.
- Viuda americana (episodio 1), interpretato da Marjorie E. Glantz.
- Intérprete viuda (episodio 1), interpretato da Miguel Herrera.
- Dimas Carrús (episodio 2), interpretato da César Ramos.
- Tadeo Carrús (episodio 2), interpretato da Gerardo Trejo.
- Úrsula (episodio 2), interpretato da Victoria Mora.
- Nicolás Larrea (episodio 2), interpretato da David Caro Levy.
- Gustavo Zayas (episodi 2-10), interpretato da Javier Beltrán, doppiato da Francesco Venditti.
- Empleado Archivo (episodio 2), interpretato da Rubén Castro.
- Fausta Calleja (episodio 2), interpretata da Mónica Huarte.
- Ernesto Gorostiza (episodio 2), interpretato da José Roberto Díaz.
- Mr. Alistair Brooks (episodio 2), interpretato da Nicholas Farrell.
- Donna Caridad (episodi 3-10), interpretata da Yanet Sierra, doppiata da Micaela Incitti.
- Julián Calafat (episodio 3-10), interpretato da Pep Tosar, doppiato da Ambrogio Colombo.
- Dottore (episodio 3), interpretato da Hunter Tremayne.
- Chardon (episodio 3, 5-10), interpretato da Timothy Cordukes.
- Rastignac (episodio 3, 5-10), interpretato da Jean Paul Szybura.
- Trinidad (episodi 3-10), interpretato da Bella Agossou, doppiata da Giulia Catania.
- Lorenzo Novas (episodio 3-10), interpretato da Òscar Rabadán, doppiato da Stefano Thermes.
- Tratante de esclavos 1 (episodio 3-4), interpretato da Jordi Gràcia.
- Tratante de esclavos 2 (episodi 3-4), interpretato da Harlys Becerra.
- Recepcionista Club (episodio 3), interpretato da Phil Young.
- Alan Clayton (episodi 3-10), interpretato da Henry Pettigrew, doppiato da Leonardo Graziano.
- Landero (episodio 4), interpretato da Fidel Betancourt.
- Callum Adams (episodio 4), interpretato da Alfie Rowland.
- Notario (episodio 5-10), interpretato da James Giblin.
- Abogado (episodi 5-10), interpretato da Tom Tennant.
- Chucha (episodi 5-10), interpretata da Marilyn Torres.
- Mujer burdel (episodi 5-10), interpretata da Yaneis Cabrera.
- Cliente burdel 1 (episodio 5-10), interpretato da Moiset Pacheco.
- Cliente burdel 2 (episodi 5-10), interpretato da Diosbel Perdomo.

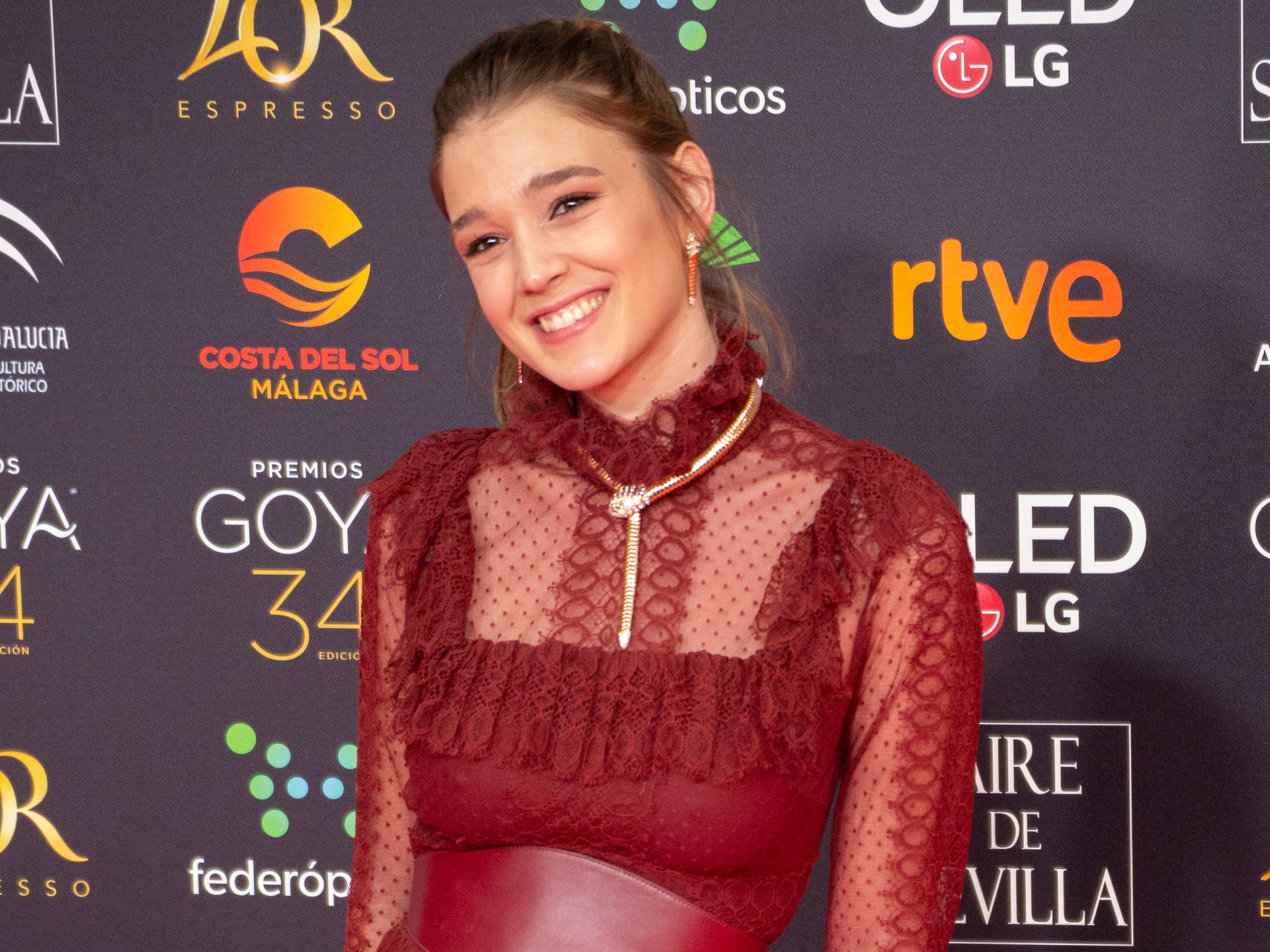
Carla Campra interpreta Soledad Montalvo da giovane
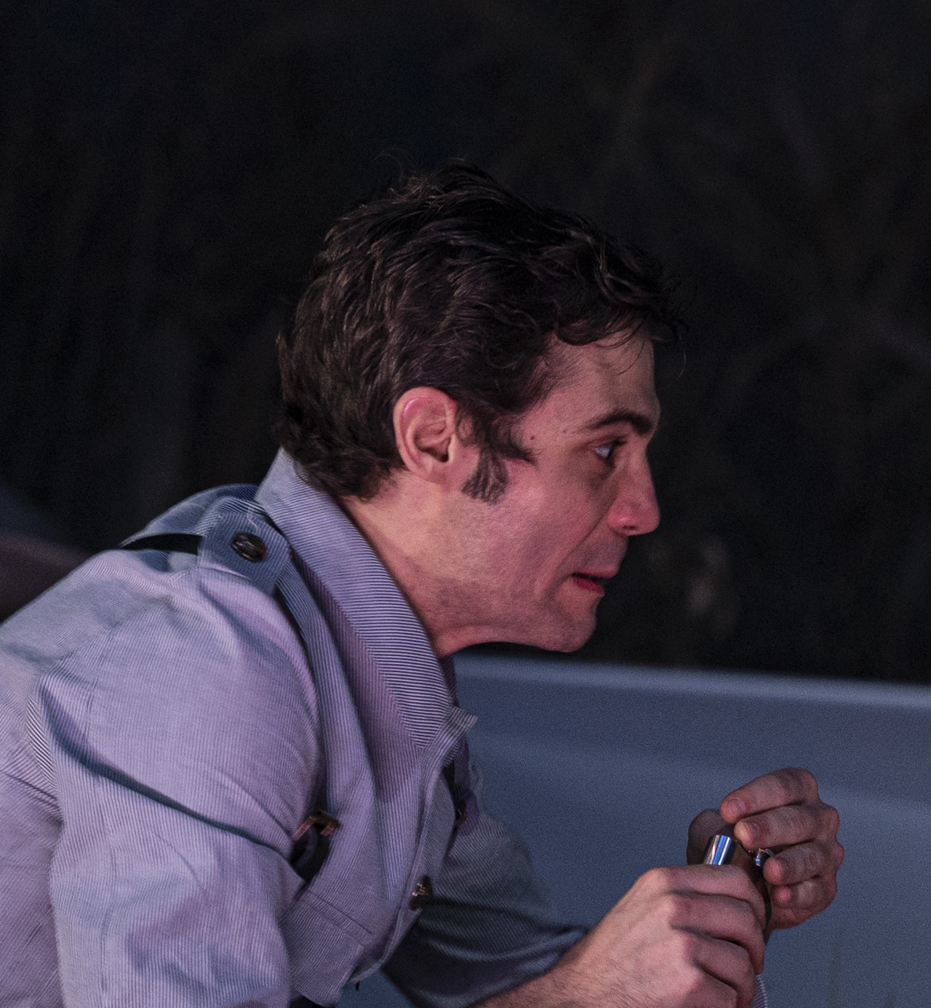
Javier Beltrán interpreta Gustavo Zayas

## Produzione
Il 26 novembre 2015, la direttrice della fiction di Atresmedia, Sonia Martínez, ha annunciato al Festival della serie MIM di Madrid che la società aveva acquisito i diritti per adattare il romanzo La tempelanza di María Dueñas, per Antena 3 per la televisione. È il secondo adattamento di un romanzo di Dueñas della rete Atresmedia, dopo il successo di El tiempo entre costuras nell'ultimo trimestre del 2013. Originariamente Antena 3 aveva pianificato di iniziare le riprese della serie nelle ambientazioni reali in cui era ambientato il romanzo originale (come Città del Messico, L'Avana e Jerez); tuttavia, non è mai stato annunciato quando sarebbe iniziato.
Il 14 febbraio 2019 è stato annunciato che, invece di essere trasmessa su Antena 3, la serie si sarebbe spostata su Amazon Prime Video, sebbene Atresmedia avrebbe continuato a essere coinvolta nella serie coproducendo (con Boomerang TV) attraverso la sua produzione l'azienda Atresmedia Studios. Nel luglio dello stesso anno, fu annunciato che il cast finale era stato chiuso e sarebbe stato infine capitanato da Leonor Watling e Rafael Novoa. Inoltre, il primo episodio della serie è dedicato all'editor Ivan Aledo, morto di COVID-19 nel giugno 2020.

## Lancio e marketing
Il 14 gennaio 2021 sono venute alla luce le prime immagini della serie. L'11 febbraio 2021, Amazon Prime Video ha preso il primo trailer e ha rivelato che la serie sarebbe arrivata sulla piattaforma il 26 marzo 2021.
Da marzo ad aprile 2022, è stata visibile a livello nazionale spagnolo attraverso un canale televisivo di Atresmedia Televisión.